# 2007 CK66
2007 CK66, também escrito como 2007 CK66, é um objeto transnetuniano que está localizado no Cinturão de Kuiper, uma região do Sistema Solar. Este corpo celeste é classificado como um cubewano. Ele possui uma magnitude absoluta de 7,7 e tem um diâmetro estimado com 127 km.

## Descoberta
2007 CK66 foi descoberto no dia 19 de janeiro de 2007 pelo astrônomo P. A. Wiegert.

## Órbita
A órbita de 2007 CK66 tem uma excentricidade de 0,181 e possui um semieixo maior de 45,267 UA. O seu periélio leva o mesmo a uma distância de 37,077 UA em relação ao Sol e seu afélio a 53,458 UA.